# Leon Wasilewski

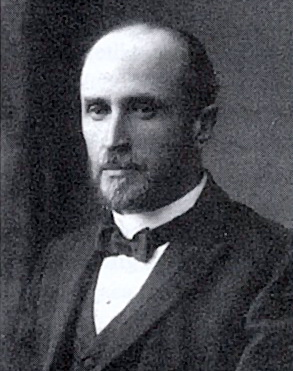
Leon Wasilewski

Leon Wasilewski (* 24. August 1870 in St. Petersburg; † 10. Dezember 1936 in Warschau) war ein polnischer Politiker der Polnischen Sozialistischen Partei (PPS), enger Mitarbeiter von Józef Piłsudski, polnischer Außenminister und Vater von Wanda Wasilewska.

## Leben
Seine erste Begegnung mit der Politik war die Nationale Liga Narodowa, aber schon in den 1890er Jahren schloss er sich der PPS in Galizien an. Während des Ersten Weltkriegs war er ein Mitglied u. a. einer polnischen Kampforganisation (POW). Nach der Restauration Polens wurde er vom 17. November 1918 bis 16. Januar 1919 der erste polnische Außenminister in der Regierung Jędrzej Moraczewskis. 1920 bis 1921 war er polnischer Botschafter in Estland.